# Aubrey (The X-Files)
«Aubrey» es el duodécimo episodio de la segunda temporada de la serie de televisión estadounidense de ciencia ficción The X-Files, y el trigesimosexto episodio en general. Se estrenó en la cadena Fox en los Estados Unidos el 6 de enero de 1995. Fue escrito por Sara B. Charno y dirigido por Rob Bowman. El episodio es una historia del «monstruo de la semana», desconectada de la mitología más amplia de la serie. «Aubrey» recibió una calificación Nielsen de 10,2 y fue visto por 9,7 millones de hogares. El episodio recibió opiniones mixtas a positivas de los críticos de televisión.
El programa se centra en los agentes especiales del FBI Fox Mulder (David Duchovny) y Dana Scully (Gillian Anderson) que trabajan en casos relacionados con lo paranormal, llamados expedientes X. Mulder cree en lo paranormal, mientras que la escéptica Scully fue asignada para desacreditar su trabajo. En el episodio, Mulder y Scully creen que un asesino en serie de la década de 1940 le pasó su rasgo genético de violencia a su nieto después de que un detective, B.J. Morrow (Deborah Strang) descubre misteriosamente los restos de un agente del FBI que desapareció hace casi cincuenta años mientras investigaba un caso de asesinato moderno similar al caso sin resolver más antiguo.
Aunque «Aubrey» fue escrito por Charno, Glen Morgan y James Wong, que habían escrito antes para The X-Files, proporcionaron contribuciones adicionales a la historia. La historia del episodio se desarrolló en torno al concepto de asesinatos de 50 años y la transferencia de memoria genética. Esto se combinó más tarde con un concepto separado sobre una asesina en serie. Terry O'Quinn, que protagoniza el episodio como estrella invitada, luego interpretaría papeles en la película de 1998, el episodio de la novena temporada «Trust No 1», se convertiría en un personaje recurrente como Peter Watts en Millennium y aparecería en la serie de corta duración Harsh Realm. El trabajo de Strang en el episodio se presentó para ser considerado para un Emmy.

## Argumento
En la ciudad de Aubrey, condado de Holt, Misuri, la detective local Betty June «B.J.» Morrow le dice al teniente Brian Tillman (Terry O'Quinn) que se quedó embarazada de su aventura. Él le pide que se reúna con él en un motel más tarde esa noche. Mientras lo espera, B.J. tiene una visión que la lleva a un campo donde desentierra los restos óseos de un agente del FBI.
Los agentes Fox Mulder (David Duchovny) y Dana Scully (Gillian Anderson) se dirigen a Aubrey, donde se identifican los restos como pertenecientes al agente Sam Chaney, quien desapareció en la zona con su socio, Tim Ledbetter, en 1942. Los agentes encuentran discrepancias en la historia de B.J., pero Tillman sale en su defensa. Mulder le cuenta a Scully sobre el caso que Chaney y Ledbetter estaban investigando, que involucraba las violaciones y asesinatos de tres mujeres con la palabra «Hermana» grabada en el pecho. Al descubrir cortes similares en el pecho de Chaney durante la autopsia, B.J. instintivamente se da cuenta de que los cortes deletrean la palabra «Hermano». B.J. admite su aventura y embarazo a Scully.
Tillman revela que se produjo un nuevo asesinato en el que una mujer tenía la palabra «Hermana» cortada en el pecho. B.J. afirma haber visto a la víctima en sus sueños, que involucran a un hombre con una erupción en la cara y un monumento, que después de un boceto rápido de B.J., Mulder reconoce como Trylon and Perisphere de la Feria Mundial de Nueva York de 1939. Al buscar viejas fotos policiales, B.J. reconoce al hombre de su sueño como Harry Cokely, quien fue arrestado en 1945 por violar a una mujer llamada Linda Thibedeaux y cortarle el pecho a «Hermana». Scully cree que B.J. inconscientemente recordó el caso ya que su padre era policía y puede haberlo discutido. Los agentes visitan a Cokely, ahora anciano, que vive solo después de haber sido liberado de prisión en 1993. Cokely insiste en que estaba en casa cuando ocurrió el último asesinato.
B.J. se despierta de una pesadilla cubierta de sangre, encuentra la palabra «Hermana» grabada en su pecho y ve a una joven Cokely reflejada en el espejo detrás de ella. Ella se dirige al sótano de un extraño y arranca las tablas del piso, revelando un esqueleto que resulta ser los restos del Agente Ledbetter. Cokely es arrestado, pero niega haber atacado a B.J. e insiste en que es demasiado mayor para salir de su residencia sin su gran botella de oxígeno. Scully le dice a Mulder que la sangre de la última víctima coincide con la de Cokely. Los agentes visitan a Thibedeaux, quien describe su encuentro con Cokely en la década de 1940. Mulder nota una foto de ella en la Feria Mundial de 1939. Cuando se le presiona, Thibedeaux revela que la violación resultó en un niño, que ella dio en adopción. El FBI rastrea al niño, que resulta ser el padre de B.J., lo que hace que Mulder suponga que B.J. es el asesino y puede estar operando con memorias genéticas que tienden a saltarse una generación.
Mientras los agentes se dirigían a interceptarla, B.J. ataca a Thibedeaux, pero se detiene cuando ve las cicatrices de «Hermana» en su pecho. Los agentes encuentran a Thibedeaux después de que B.J. se ha ido y se dirigen a la casa de Cokely, creyendo que él es su próximo objetivo. B.J., que ya llegó, corta los tubos del respirador de Cokely y lo ataca con una navaja. Mientras Mulder los busca en la casa, B.J. lo ataca. Ella amenaza con cortarle la garganta con la navaja, a lo que Scully y Tillman la obligan a detenerse. B.J. finalmente se rinde después de que Cokely muere. Luego la colocan en una sala psiquiátrica femenina, donde la ponen bajo vigilancia suicida después de intentar abortar.

## Producción

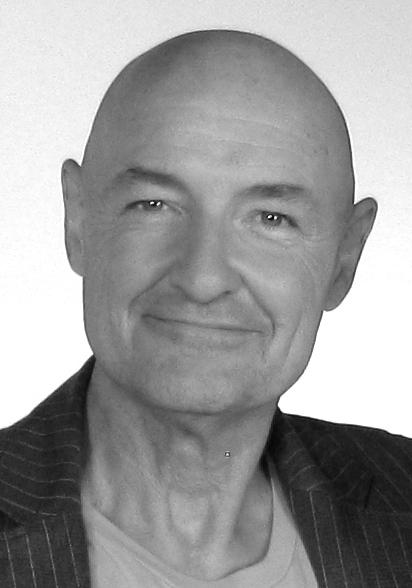
Terry O'Quinn fue una de las estrellas invitadas del episodio.

«Aubrey» fue escrito por Sara B. Charno, por lo que es su primera contribución de escritura a la serie. El episodio fue dirigido por Rob Bowman. El guion inicial de Charno giraba en torno a «el concepto de asesinatos de 50 años y la transferencia de la memoria genética» antes de ampliar la premisa, incorporando elementos de otra idea de la historia que gira en torno a una asesina en serie. Glen Morgan y James Wong, que habían escrito anteriormente para The X-Files, ayudaron a Charno a refinar la historia, y el guion se revisó poco antes del rodaje, lo que dio lugar a que se añadieran nuevas escenas durante la producción, como la escena en la que B.J. ataca a Mulder.
Durante el proceso de casting, Morgan y Wong sugirieron que el programa usara a Morgan Woodward, quien previamente había trabajado con ellos en la serie de Fox 21 Jump Street. El actor Terry O'Quinn, que aparece en este episodio como el teniente Brian Tillman, más tarde apareció como dos personajes diferentes en la película de 1998 y en el episodio de la novena temporada «Trust No 1», respectivamente. Más tarde tuvo un papel recurrente como Peter Watts en Millennium, la serie hermana de The X-Files, y apareció en la serie de corta duración Harsh Realm. Más tarde, O'Quinn se ganó el apodo de «Mr. Ten Thirteen», debido a sus muchas apariciones en programas y películas afiliadas a Ten Thirteen Productions, la compañía que produjo The X-Files.
El creador de la serie, Chris Carter, estaba contento con el episodio terminado y luego señaló: «Creo que salió genial» y que «Rob Bowman nos ayudó y nos dio un trabajo excelente». El propio Bowman declaró más tarde que estaba orgulloso de la escena en la que B.J. se despierta con sangre. Carter también estaba complacido con el reparto del episodio; calificó a Morgan Woodward de «excelente» y dijo que la actuación de Deborah Strang fue «de primera». La actuación de Strang fue posteriormente presentada para una nominación al Emmy, aunque no llegó a la lista final.

## Recepción
«Aubrey» se estrenó en la cadena Fox en Estados Unidos el 6 de enero de 1995. Este episodio obtuvo una calificación Nielsen de 10,2, con una participación de 16, lo que significa que aproximadamente el 10,2 por ciento de todos los hogares equipados con televisión y el 16 por ciento de los hogares que miraban televisión sintonizaron el episodio. Fue visto por 9,7 millones de hogares.
El episodio recibió críticas mixtas a positivas de los críticos de televisión. Entertainment Weekly le dio al episodio una B, y lo describió como «un misterio de asesinato a buen ritmo con un resumen ingenioso». Robert Shearman y Lars Pearson, en su libro Wanting to Believe: A Critical Guide to The X-Files, Millennium & The Lone Gunmen, calificaron el episodio con tres estrellas y media de cinco. Los dos criticaron positivamente el «estudio del personaje» de B.J. Morrow del episodio, y señalaron que «hace que este episodio se destaque». Shearman y Pearson también elogiaron la actuación de Strang y escribieron que ella «aprovecha el papel y le da dignidad». Sin embargo, los dos criticaron el defecto genético, argumentando que, debido a que el personaje de Strang se desarrolla, la revelación la convierte en «una marioneta de lo paranormal». El crítico de Critical Myth, John Keegan, le dio al episodio una calificación de 7 sobre 10 y escribió que, «En general, este episodio abre algunas puertas interesantes, agregando el concepto de memoria genética a la lista de fenómenos que no se pueden explicar en términos completamente materiales. Mientras que la trama tiene cierto sentido, hay una serie de momentos convenientes que restan valor al conjunto. Pero el resultado final es un episodio sólido».
Otras críticas fueron más mixtas. Zack Handlen de The A.V. Club dijo que la mayor parte de «Aubrey» fue «divertida», aunque Tillman no fue «particularmente interesante». Dijo que las cosas se pusieron «peligrosas» para él en torno a la revelación sobre el hijo de Thibedeaux y que no creía en las teorías del impulso genético de Mulder. Criticó el final y escribió que «[sacrificó] cualquier estado de ánimo y desarrollo del personaje que los treinta anteriores habían gastado en establecer por una teatralidad cursi, y todo aterriza con un ruido sordo. Hay demasiados problemas con el concepto; la naturaleza/crianza El debate ha estado ocurriendo durante décadas, y este episodio tira todo por la ventana en unos dos minutos. Nunca se da otra causa para las acciones de B.J. Esa es una escritura floja ahí mismo». Meghan Deans de Tor.com le dio al episodio una crítica mixta y escribió que era «algo bueno [pero] una idea terrible». Citó el tema de «romper el ciclo de abuso» como una ventaja para la entrada, señalando que era una «historia de venganza [de] una mujer que corrige los errores de sus antepasados masculinos y rompe el ciclo de violencia fuera de la familia». Sin embargo, Deans criticó varios elementos del episodio, en particular, la presunción de la teoría genética y la idea de un «bebé activador» que hizo que los ancestros pasados de Morrow trabajaran a través de ella.